# Cacia confusa
Cacia confusa là một loài bọ cánh cứng trong họ Cerambycidae.